# 상북중학교
상북중학교(上北中學校)는 대한민국 울산광역시 울주군 상북면 향산리에 있는 공립 중학교이다.

## 학교 연혁
- 1953년 3월 23일 : 학교법인 상북학원 설립인가
- 1953년 3월 23일 : 초대 이갑종 법인 이사장 취임
- 1953년 6월 4일 : 상북중학교 개교(6학급 편성)
- 1953년 6월 4일 : 초대 강종식 교장 취임
- 2019년 3월 1일 : 공립 전환
- 2020년 3월 1일 : 울산형혁신학교(서로나눔학교) 지정
- 2020년 8월 10일 : 상북중 신축 이전(구.향산초 자리)
- 2023년 3월 1일 : 제13대 신진환 교장 취임
- 2023년 3월 2일 : 입학식
- 2024년 1월 9일 : 제70회 졸업식(졸업생 총수 8,352명 졸업)

## 참고 자료
- 상북중학교 - 한국교육학술정보원 학교알리미